# Kolon
Et kolon er et grammatisk tegn grafisk opbygget med en prik over en anden: ":".
Der findes også et bogstav kolon: U+A789 ꞉ modifier letter colon "꞉".

## Tegnsætning
Der er for få eller ingen kildehenvisninger i dette afsnit, hvilket er et problem. Du kan hjælpe ved at angive troværdige kilder til de påstande, som fremføres.

Kolon bruges foran ordret gengivelse, forklaringer og opremsninger, i betydningen nemlig og mellem forfatter og værk:
Anders Fogh Rasmussen sagde:
Er der nogen, som overskrider lovens rammer for ytringsfrihed, er det en sag for domstolene og ikke en sag for selvtægt - Vi forlanger, at hvis man vil bo i det danske samfund, så må man respektere og anerkende grundværdierne: Ytringsfrihed, ligeret for kvinder og mænd, adskillelsen af politik og religion.
Fra WikiQuote
Der kan kun være én forklaring: Kassen er tom!
Der mangler to: Bent og Lars Ulrik.
Vi skal bruge tre ting: en hammer, to gummiænder og en 10 meter lang flagstang.
H. C. Andersen: Den nye Barselstue
På svensk er kolon også et forkortelsestegn: k:a for kyrka. Björn J:son Lindhs mellemnavn er Johansson. Svenske priser skrives med kolon (2:-), hvor vi i Danmark bruger komma (2,-).
På dansk skal det første ord efter et kolon skrives med stort begyndelsesbogstav hvis kolonet efterfølges af en eller flere helsætninger, og ellers med småt. Det har været reglen siden 2001. Tidligere var det valgfrit at starte med stort eller lille begyndelsesbogstav efter kolon hvis kolonet efterfølges af en enkelt helsætning. Således skal der ikke stort bogstav i "ytringsfrihed" i citatet fra Wikiquote ovenfor.

## Matematik
Der er for få eller ingen kildehenvisninger i dette afsnit, hvilket er et problem. Du kan hjælpe ved at angive troværdige kilder til de påstande, som fremføres.

I matematikken anvendes kolon (eller brøkstreg) som divisionsoperator. Der anvendes også andre notationer, blandt andet i IT og især i angelsaksiske lande.
I anvendt matematik kan kolon beskrive målestoksforhold, odds og lignende.

## Bogstavet
Bogstavet kolon, U+A789 ꞉ modifier letter colon "꞉" benyttes i lydskrift og i visse ikke-europæiske sprog.

## IT
Tegnet kolon, ( : ), repræsenteres i IT-systemer som det 58. tegn i ASCII-tegnsættet (og beslægtede tegnsæt) og repræsenteres ved hex-koden 0x3A.